# لوئیس لورن
لوئیس لورن (انگلیسی: Louise Lorraine؛ ۱ اکتبر ۱۹۰۴ – ۲ فوریهٔ ۱۹۸۱) یک هنرپیشه اهل ایالات متحده آمریکا بود. 